# Arthur Schaarschmidt

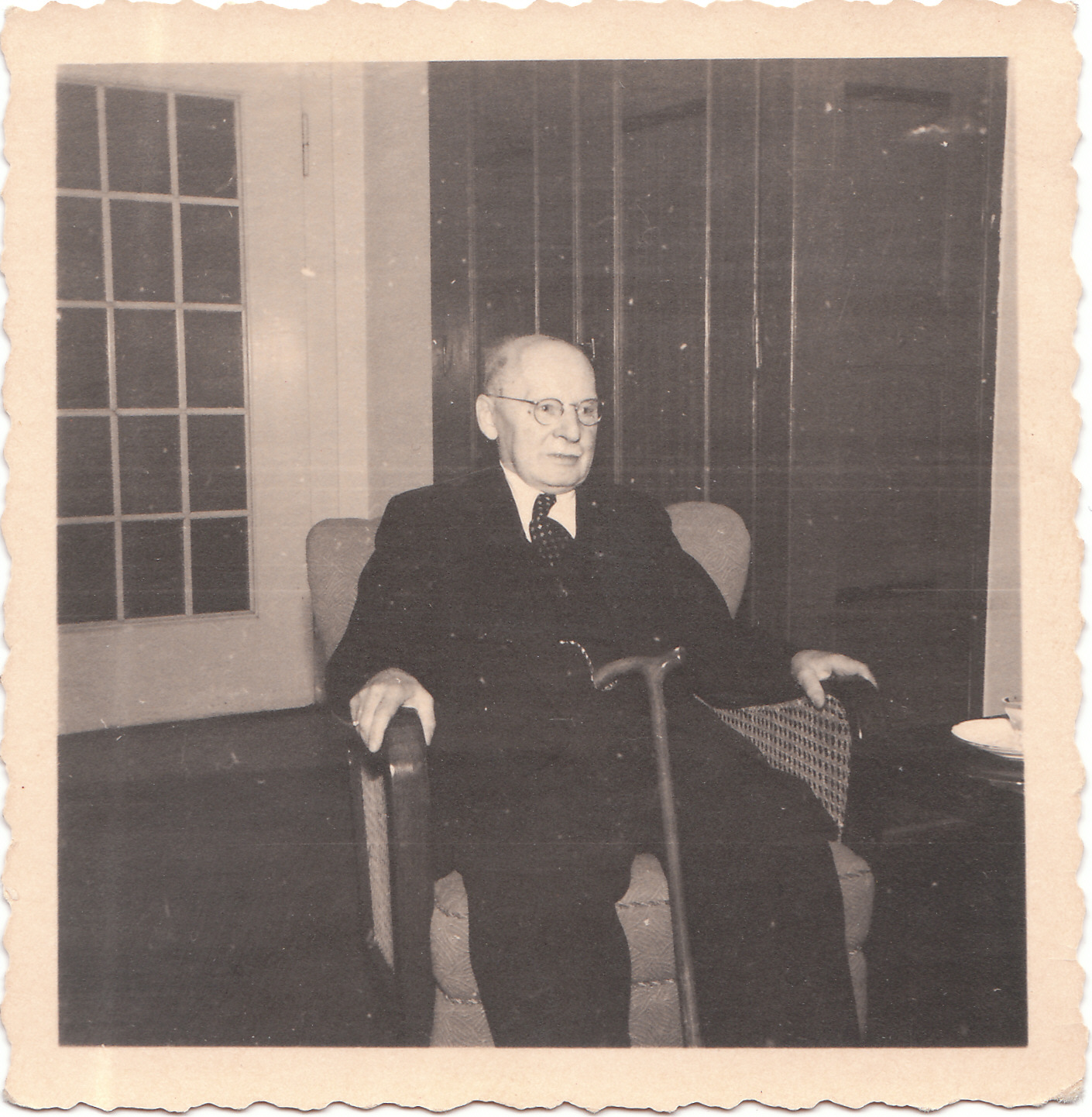
Arthur Schaarschmidt

Arthur Schaarschmidt (* 21. Oktober 1879 in Dresden; † 20. Februar 1959 in Mimberg bei Nürnberg) war ein deutscher Radiologie-Ingenieur. 

## Leben
Arthur Schaarschmidt war ein Wegbereiter der medizinischen Radiologie. 1904 trat er dem Unternehmen Koch und Sterzel bei, seine letzte Position war Oberingenieur. Im Laufe seines Wirkens wurde er im In- und Ausland zu einem Gast bei Tagungen und Kongressen. Er starb, wie fast alle seine Kollegen, an einem Strahlen-Karzinom.

## Leistungen
Über 70 Patente wurden auf seine Konstruktionen erteilt:
- Patent  DE526862C: Röntgenanlage. Angemeldet am 17. Januar 1929, veröffentlicht am 8. Juni 1931, Anmelder: Koch & Sterzel AG, Erfinder: Arthur Schaarschmidt.‌

## Ehrungen

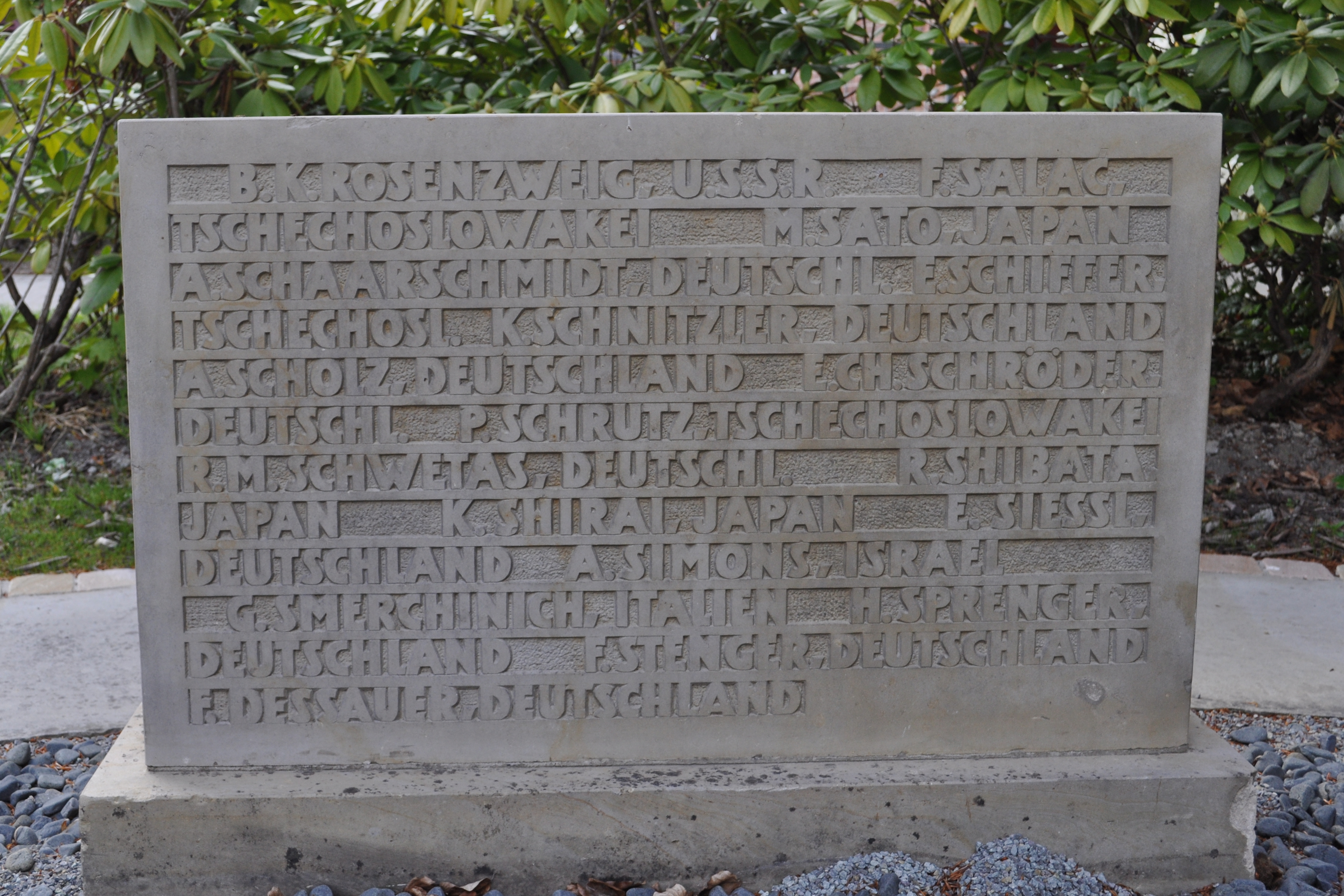
Ehrenmal der Radiologie mit Schaarschmidts Eintragung

Schaarschmidt wird im Ehrenmal der Radiologie sowie im Ehrenbuch der Radiologen aller Nationen geführt.